# Isabel Sjölin
Isabel Sjölin (8 gennaio 2003) è una sciatrice alpina svedese.

## Biografia
Attiva dal novembre del 2019, la Sjölin non ha esordito in Coppa Europa  o in Coppa del Mondo e non ha preso parte a rassegne olimpiche o iridate.

## Palmarès

### Campionati svedesi
- 1 medaglia:
  - 1 bronzo (discesa libera nel 2023)